# كارول ديانا بوزيدي
كارول ديانا بوزيدي ( بالإنجليزية  Carole Diana Bouzidi)- مواليد 25 يونيو 1985م، هي متسابقة قوارب وايتووتر سلالوم، حيث تنافس على المستوى الدولي منذ عام 2002م. ولدت بوزيدي في فرنسا، وهي تمثل الجزائر منذ عام 2022م. 
فازت بوزيدي بميداليتين في حدث فريق K1 في بطولة العالم لسباق الزوارق السريعة ICF (ميدالية ذهبية في عام 2014م، وميدالية برونزية في عام 2015م). كما فازت بوزيدي بخمس ميداليات (ذهبيتان وفضية وبرونزيتان) في بطولة أوروبا. 
مثلت بوزيدي الجزائر في سباق وايتووترسلالوم بالقوارب في دورة الألعاب الأولمبية الصيفية 2024م في باريس، فرنسا.  وفي حدث كاياك فردي للسيدات، حصلت بوزيدي على المركز الرابع عشر في الدور نصف النهائي وأُقصيت،  بينما في حدث عبور الكاياك  للسيدات، حصلت بوزيدي على المركز الثاني في كل من جولتها الافتتاحية وربع النهائي، وتقدمت إلى الدور نصف النهائي.  

## منصات التتويج الفردية في كأس العالم
| موسم | تاريخ         | مكان | موضع   | حدث |
| ---- | ------------- | ---- | ------ | --- |
| 2012 | 17 يونيو 2012 | باو  | الثاني | k1  |
| 2012 | 26 أغسطس 2012 | براغ | الثاني | k1  |

## منصات التتويج في كأس العالم للفرق
| موسم | تاريخ            | مكان    | موضع   | حدث     |
| ---- | ---------------- | ------- | ------ | ------- |
| 2014 | من 6 إلى 8 يونيو | إنجلترا | الثاني | فريق k1 |

## بطولة العالم لسباق قوارب الكانوي وايتوواتر سلالوم بالتجديف التابعة للاتحاد الدولي للتجديف
| موسم | تاريخ         | مكان   | موضع     | حدث |
| ---- | ------------- | ------ | -------- | --- |
| 2024 | 24 أغسطس 2024 | كراكوف | 1- الأول | k1  |
| 2024 | 24 أغسطس 2024 | كراكوف | 1- الأول | c1  |

## روابط خارجية
- Carole Diana Bouzidi في اللجنة الأولمبية الدولية